# ナスカ (1983年にデビューしたバンド)
ナスカ（NAZCA）は、キーボーディスト・笹路正徳を中心に結成された日本のプログレッシブ・ロック・バンドである。1983年にアルバム『Words Of Love』でCBSソニーからデビューし、1987年頃に活動を休止している。

## 概歴
バンド「マライア」のキーボード・笹路正徳とギター・土方隆行は、メンバー間の音楽性の違いから活動が停滞したのを機に新たなロック・バンド結成を模索。事務所関係者の紹介により、北海道で活動していたベース&ボーカルの坂井紀雄をスカウトし、ドラム・辻野リューベンを加えて「ナスカ」（NAZCA）を結成。
1983年、アルバム『Words Of Love』でCBSソニーからデビュー。
全編に渡り英語詞のボーカル曲で長いイントロや間奏はあるものの、実験的なマライアの楽曲よりもストレートでポップなハード・ロック、プログレッシブ・ロックであり、後のアルバムではインスト曲でロック・フュージョン的なアプローチもなされた。
六本木ピットインなどのライブ・ハウスを中心にライブ活動を行う。
1984年、ドラマーが元・一風堂の藤井章司に代わり、セカンド・アルバム『ナスカII』をリリース。
また、1985年には坂井のソロ・デビュー・アルバム『Sail Away』、シングル「Sail Away」、1986年には坂井のセカンド・アルバム『Naturally』が、笹路プロデュース&ナスカ・メンバーの演奏によりキングレコードから発売された。
さらに1987年にサード・アルバム『サマルカンド』をリリースしたが、その後はそれぞれが音楽プロデューサーやスタジオ・ミュージシャンとして多忙を極めバンド活動を停止（正式な解散宣言はされていない）。
なお、1991年には、笹路・土方・坂井にドラム・青山純が参加し、ゲスト・ボーカルに笹路がサウンド・プロデュースしたUNICORNの奥田民生やプリンセス・プリンセスの奥居香を迎えた期間限定のハードロック・バンド「ササジーズ（SASAJIES）」によるアルバム『アナコンダウーマン』がSony Recordsよりリリースされる。
2012年、ナスカの3枚のオリジナル・アルバムとササジーズのアルバムから選曲されたベスト・アルバム『GOLDEN☆BEST ナスカ・アンド・ササジーズ』がSony Music Directより発売。このアルバムには、2009年に亡くなったナスカ2代目ドラマー・藤井への追悼曲「Picture Of ‘F’」が笹路・土方・坂井の3人により新たに録音され収録された。

## メンバー
- 笹路正徳 - キーボード
- 土方隆行 - ギター
- 坂井紀雄 - ベース&ボーカル
- 辻野リューベン - 初代・ドラム（1983年）
- 藤井章司 - 2代目・ドラム（1984年〜1987年）

## ディスコグラフィ

### アルバム
- 『Words Of Love』（1983.08.25/CBSソニー）
- 『NAZCA II』（1984.07.21/CBSソニー）
- 『SAMARKAND』（1987.01.21/CBSソニー）

### 関連アルバム
- ササジーズ『アナコンダウーマン』（1991.11.01/Sony Records）

### ベスト・アルバム
- 『GOLDEN☆BEST ナスカ・アンド・ササジーズ』（2012年/Sony Music Direct）[3]